# Bryan Burk
Bryan Burk, detto Burky (30 dicembre 1968), è un produttore televisivo e produttore cinematografico statunitense, noto soprattutto per essere produttore di Lost.
Ha collaborato con J. J. Abrams e prodotto molti dei suoi spettacoli televisivi come Alias, Six Degrees - Sei gradi di separazione, A proposito di Brian e Lost. Inoltre, sempre di J. J. Abrams, ha prodotto il film del 2008 Cloverfield, mentre nel 2009 i due hanno co-prodotto il film Star Trek.

## Filmografia

### Televisione
- Alias (61 episodi, 2003-2006)
- Lost (114 episodi, 2004-2010)
- A proposito di Brian (What About Brian) (11 episodi, 2006-2007)
- Six Degrees - Sei gradi di separazione (Six Degrees) (13 episodi, 2006-2007)
- Lost: Missing Pieces (13 episodi, 2007-2008)
- Fringe (43 episodi, 2008-2010)
- Revolution - serie TV, episodio pilota (2012)
- Almost Human – serie TV (2013-2014)
- 22.11.63 (11.22.63) – miniserie TV (2016)
- Westworld - Dove tutto è concesso (Westworld) – serie TV (2016)

### Cinema
- Cloverfield (2008)
- Star Trek (2009)
- Il buongiorno del mattino (Morning Glory) (2010)
- Super 8 (2011)
- Mission: Impossible - Protocollo fantasma (Mission: Impossible - Ghost Protocol) (2011)
- Into Darkness - Star Trek (Star Trek Into Darkness), regia di J. J. Abrams (2013)
- Mission: Impossible - Rogue Nation, regia di Christopher McQuarrie (2015)
- Star Wars - Il risveglio della Forza (Star Wars: The Force Awakens), regia di J. J. Abrams (2015)
- 10 Cloverfield Lane, regia di Dan Trachtenberg (2016)
- Star Trek Beyond, regia di Justin Lin (2016)
- Mission: Impossible - Fallout, regia di Christopher McQuarrie (2018)